# Lockjaw EP
Lockjaw EP è un EP dei musicisti australiani Flume e Nick Murphy  (conosciuto all'epoca con lo pseudonimo di Chet Faker), pubblicato nel 2013.

## Tracce
1. Drop The Game – 3:41
2. What About Us – 5:07
3. This Song Is Not About A Girl – 4:14